# Nossa Senhora Medianeira
Nossa Senhora Medianeira (Pronunciación portuguesa: [n'ósA señ'órA medi'an'ejrA], "Nuestra Señora Medianeira") es un barrio del distrito de Sede, en el municipio de Santa Maria, en el estado brasileño de Río Grande del Sur. Está situado en la zona central de Santa Maria.

## Villas
El barrio contiene las siguientes villas: Condomínio Madre Paulina, Medianeira, Vila Bazzégio, Vila Cândida Vargas, Vila Esperança, Vila Imembuí, Vila Mariana, Vila Medianeira.

## Galería de fotos

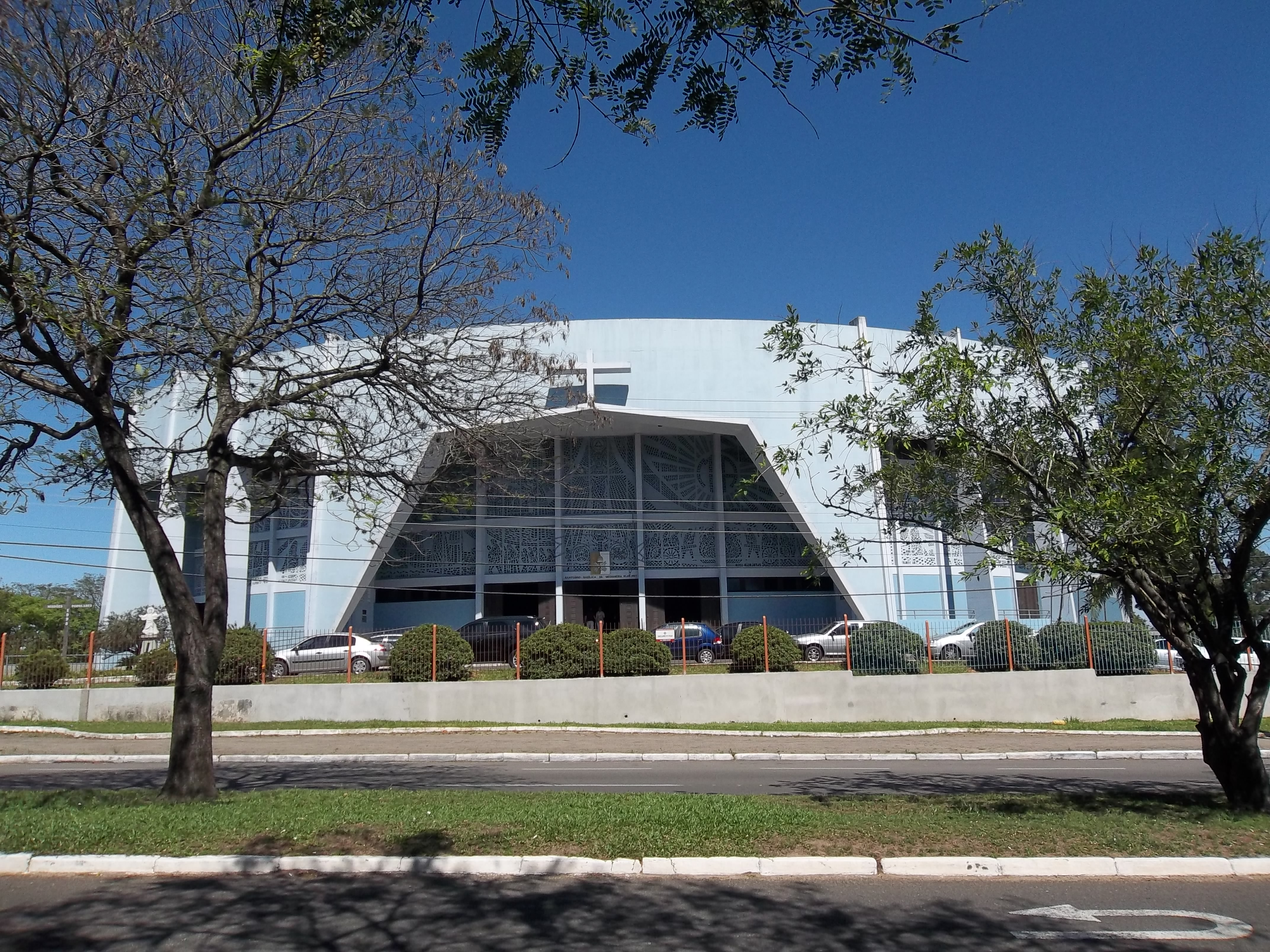

| Noroeste: Nossa Senhora de Fátima Duque de Caxias | Norte: Nossa Senhora de Fátima / Centro    | Nordeste: Nonoai                          |
| Oeste: Duque de Caxias Uglione                    |                                            | Este: Nonoai Nossa Senhora de Lourdes     |
| Suroeste: Uglione                                 | Sur: Uglione / Urlândia / Dom Antônio Reis | Sureste: Nossa Senhora de Lourdes Cerrito |